# آمونیوم پرسولفات
آمونیوم پرسولفات (به انگلیسی: Ammonium persulfate) با فرمول شیمیایی (NH۴)۲S۲O۸ یک ترکیب معدنی است که جرم مولی آن ۲۲۸٫۱۸  می‌باشد.  به عنوان یک عامل اکسیدکننده در شیمی پلیمر، فرایند سونش (اچ کردن) و به عنوان عامل پاک‌کننده و سفیدکننده استفاده می‌شود.

این ماده به خوبی در آب حل می‌شود و حلالیت آن بسیار بیشتر از نمک مشابه آن یعنی پتاسیم پرسولفات می‌باشد . حل شدن این نمک در آب فرآیندی گرماگیر است. 

## تولید
آمونیوم پرسولفات از طریق الکترولیز محلول سرد و غلیظ آمونیوم سولفات در اسید سولفوریک با چگالی جریان بالا تولید می‌شود. این روش برای اولین بار توسط هیو مارشال در سال ۱۸۹۱ معرفی شد.